# Marechal Floriano
Marechal Floriano is een gemeente in de Braziliaanse deelstaat Espírito Santo. De gemeente telt 13.302 inwoners (schatting 2009).
De gemeente grenst aan Domingos Martins, Alfredo Chaves, Viana en Guarapari.